# Schendylops brasilianus
Schendylops brasilianus är en mångfotingart som först beskrevs av Filippo Silvestri 1897.  Schendylops brasilianus ingår i släktet Schendylops och familjen småjordkrypare. Inga underarter finns listade i Catalogue of Life.